# Susan Long
Susan Deborah Long (née le 4 avril 1960 à Glen Ridge, New Jersey) est une ancienne fondeuse américaine qui courut de 1983 à 1986.
Elle finit 7e au relais 4 × 5 km aux Jeux olympiques de 1984 à Sarajevo.
Long finit 17e dans l'épreuve des 20 kmthe Championnats du monde de ski nordique 1985 à Seefeld. Sa meilleure performance aux championnats du monde a été 5e dans l'épreuve des 5 km en Tchécoslovaquie en 1984.